# Talsperre Camba
Die Talsperre Camba (portugiesisch Barragem de Camba) liegt in der Region Nord Portugals im Distrikt Bragança. Sie staut den Río Camba zu einem Stausee auf. Die Ortschaft Gebelim befindet sich ungefähr 1,5 km westlich der Talsperre.
Mit dem Projekt zur Errichtung der Talsperre wurde im Jahre 1985 begonnen. Der Bau wurde 1993 fertiggestellt. Die Talsperre dient neben der Trinkwasserversorgung auch der Bewässerung. Sie ist im Besitz der Kreisverwaltung CM Alfândega da Fé und der Direcção Regional de Agricultura de Trás-os-Montes.

## Absperrbauwerk
Das Absperrbauwerk besteht aus einem Staudamm mit einer Höhe von 35 m über der Gründungssohle (30 m über dem Flussbett). Die Dammkrone liegt auf einer Höhe von 623 m über dem Meeresspiegel. Die Länge der Dammkrone beträgt 175 m und ihre Breite 8 m. Das Volumen des Staudamms umfasst 200.000 m³.
Der Staudamm verfügt sowohl über einen Grundablass als auch über eine Hochwasserentlastung. Über den Grundablass können maximal 5,2 m³/s abgeleitet werden, über die Hochwasserentlastung maximal 40 m³/s. Das Bemessungshochwasser liegt bei 95 m³/s; die Wahrscheinlichkeit für das Auftreten dieses Ereignisses wurde mit einmal in 500 Jahren bestimmt.

## Stausee
Beim normalen Stauziel von 620,43 m (maximal 622 m bei Hochwasser) erstreckt sich der Stausee über eine Fläche von rund 0,095 km² und fasst 1,11 Mio. m³ Wasser – davon können 1,08 Mio. m³ genutzt werden. Das minimale Stauziel liegt bei 598 m.